# 垣木邦夫
垣木 邦夫（がきき くにお、1925年3月3日 - 1999年11月26日）は、日本の経営者。日本ビクター社長、会長を務めた。東京都出身。

## 経歴
1948年に東京大学第一工学部電気工学科を卒業し、同年に日本ビクターに入社。1974年11月に取締役に就任し、1978年6月に常務、1980年6月に専務を経て、1986年6月に社長に就任。1990年6月に会長に就任し、1992年6月に顧問に就任。
1989年4月に藍綬褒章を受章し、1997年4月に勲三等旭日中綬章を受章。
1999年11月26日呼吸不全のために死去。74歳没。